# أولاد الحاج الهاشمي (أولاد جرار)
أولاد الحاج الهاشمي هو دُوَّار يقع بجماعة تامدا، إقليم سيدي بنور، جهة الدار البيضاء سطات في المملكة المغربية. ينتمي الدوّار لمشيخة أولاد جرار التي تضم 18 دوار. يقدر عدد سكانه بـ 152 نسمة حسب الإحصاء الرسمي للسكان والسكنى لسنة 2004.

## روابط خارجية
- البوابة الوطنية للجماعات الترابية
- المندوبية السامية للتخطيط